# АС Монако
„Асосиатион Спортив дьо Монако Футбол Клюб“, кратка форма Монако (на френски: Association Sportive de Monaco Football Club), е футболен клуб от Монако, основан през 1924 г.
Става професионален клуб през 1948 г. Въпреки че клубът е от Княжество Монако, той е регистриран и винаги се е състезавал във френския футболен шампионат. Това се дължи на факта, че Монако е прекалено малка държава по население и няма други футболни клубове. Той е сред най-успешните футболни клубове във френската Лига 1 с 8 титли и 5 купи на Френската лига. В европейските клубни турнири има също няколко успешни кампании, включително и 2 финала, но не печели никой от тях.

## История
Монако е създаден на 1 август 1919 година след сливането на няколко клуба от региона. През 1933 г., отборът е поканен от френската лига да се присъедини към професионалните клубове. Първият сезон в елита е неуспешен и клубът от Княжеството се връща при аматьорите.
През 1948 г. Монако се класира във френската Лига 2 и отново придобива своя професионален статус. Следват доста добри резултати, като клуба заема винаги едно от челните места. През 1953 г., печели промоция за френската Първа лига.
През 1960 г. Монако печели първия си професионален трофей – Купата на Франция. Следващата година става шампион, а през 1963 г. за първи път в своята история печели дубъл.
През следващото десетилетие, Монако завършва в средата на Лигата. В периода от 1969 до 1975 г. отбора се лута между Лига 1 и Лига 2 на френското първенство.
През 1975 г., президентът Жан-Луи Кампора, син на бившия президент на клуба от 1950 г. Чарлз Кампора, за своя втори сезон на управление, връща треньора и легенда Люсиен Ледук в клуба. Резултатите не закъсняват и още същата година Монако се връща в елита, а на следващата става шампион.
През управлението на Кампора младши червено-белите печелят 5 шампионски титли, няколко национални купи и постоянно присъствие в Европейските клубни турнири.
През годините до 2000 г. през клуба преминават редица известни треньори и футболисти. През този период тръгват и слухове за управленски грешки и финансови злоупотреби.
Жан-Луи Кампора напуска клуба през 2003 година, след като не успява да привлече нови инвеститори, а клуба е застрашен от отнемане на професионалния лиценз, поради огромен финансов дефицит.
За сезон 2003 – 04 Пиер Свар е избран за нов президент в тежкия за клуба преход. Въпреки финансовата криза, Монако достига финал на Шампионската лига, а в отбора се състезават известни имена в световния футбол като Фернандо Мориентес, Людовик Жули, Джером Ротен и Дадо Пършо. Въпреки че резултатите са на лице, в края на годината Мишел Пастор заменя Пиер Свар.
Първата стъпка на новоизбрания президент е да се опита да задържи играчите, извели клуба до върха на Европа, но не успява да ги убеди да останат. След 4-годишно управление, подложено на многократни критики относно начина му на работа и смяна на 6 треньори, Мишел Пастор подава оставка.
През декември 2011 г. руският милиардер Дмитри Риболовлев купува 2/3 от изпадналия във втора дивизия след сезон 2010/2011 отбор.

## Евротурнири
През 2004 г., Монако достига до крайната фаза в турнира на Шампионската лига, след победи над Реал Мадрид и Челси по пътя към финала, но там губи от Порто с 3:0. Това е и най-голямото постижение на клуба в Европа.
През 2005 г., Монако е елиминиран в III квалификационен кръг на най-комерсиалния футболен турнир от испанския Бетис, но продължават в 1/16 финалите за Купата на УЕФА. Там отстраняват швейцарския Базел и попадат в груповата фаза на турнира заедно с отборите на Хамбургер, ЦСКА София, Славия Прага и норвежкия ФК Викинг. Завършват като крайни победители в групата, но в директните елиминации на 1/8 финалите са отстранени от холандския Вилем II.
Следващите години са много разочароващи за фенове и ръководство. През април 2008 г., президента Мишел Пастор подава оставка. На неговия пост е избран досегашния администратор на клуба – Джером Бонтин. Новият президент залага на съвсем нова политика, която включва съкращаване на щата от административни служители, налагане на млади кадри от клубната школа, както и привличане на чуждестранни инвеститори. За първи път от доста време отбора започва новия сезон със стария си треньор.

## Стадион
Стад Луи II приема домакинските мачове на Монако от своето откриване на 25 януари 1985 година. Също така е бил домакин на няколко турнира по лека атлетика, както и на 12 финални срещи за Суперкупата на УЕФА. Първият през 1986 година (Стяуа – Динамо Киев 1:0). От 1998 г. до 2008 всичките останали 11 срещи за трофея се играят на стадион Луи II.
Тревното покритие на терена е едно от най-добрите по качество в Европа. През последните няколко години е бил променен няколко пъти.
В началото на сезон 2008 – 09 са монтирани две големи електронни табла. Единият екран заменя старото табло, а другият е монтиран на външната част на стадиона.
Монако разполага и с няколко тренировъчни бази и възстановителни центрове, най-модерен от които е La Turbie. Новоизградения център за обучение предлага нови модерни фитнес зали, басейн, както и салони за конферентни срещи.

## Успехи
- Лига 1
  - Шампион (8): 1961, 1963, 1978, 1982, 1988, 1997, 2000, 2017
  - Вицешампион (8): 1964, 1984, 1991, 1992, 2003, 2014, 2018, 2024
- Лига 2
  - Шампион (1): 2013
  - Вицешампион (1): 1953
- Купа на Франция
  - Носители (5): 1960, 1963, 1980, 1985, 1991
  - Финалисти (5): 1974, 1984, 1989. 1992* (последната среща не се играе в резултат на трагедията от мача в ½ финала между Бастия и Олимпик Марсилия*), 2020/21
- Суперкупа на Франция
  - Финалисти (1): 2024
- Купа на Френска футболна лига
  - Носители (1): 2003
  - Финалисти (2): 2001, 2018
- Шампионска лига
  - Финалисти (1): 2004 (загуба от Порто с 0:3)
- КНК
  - Финалисти (1): 1992 (загуба от Вердер Бремен с 0:2)
- Купа на УЕФА
  - Полуфинал (1): 1996/1997

1992* (Срутване на временна трибуна на стадиона в Бастия на мача срещу Олимпик Марсилия причинява смъртта на 12 души, а над 300 са ранени.)

## Известни бивши футболисти
- Делио Онис
- Уго Ибар
- Марсело Галярдо
- Хавиер Савиола
- Рамон Диас
- Филип Леонард
- Енцо Шифо
- Сони Андерсон
- Майкон
- Роже Мила
- Ярослав Плашил
- Ян Колер
- Флорин Радучою
- Дадо Пършо
- Дарио Шимич
- Шабани Нонда
- Пабло Контрерас
- Джордж Уеа
- Сьорен Лербю
- Джон Сивебег
- Марк Хейтли
- Глен Ходъл
- Юрген Клинсман
- Оливер Бирхоф
- Кристиан Виери
- Кристиан Панучи
- Марко Симоне
- Марко ди Вайо
- Флавио Рома
- Яя Туре
- Рафаел Маркес
- Маамаду Диара
- Виктор Икпеба
- Ейдюр Гудьонсен
- Йон Арне Риисе
- Кощиня
- Бора Милутинович
- Владимир Югович
- Фернандо Мориентес
- Мохамед Калон
- Еманюел Адебайор
- Хавиер Шевантон
- Али Бенарбия
- Ерик Абидал
- Мануел Аморос
- Фабиен Бартез
- Патрик Батистон
- Бернар Женжини
- Бруно Белон
- Базил Боли
- Емануел Пти
- Юри Джоркаеф
- Жан-Люк Етори
- Людовик Жули
- Тиери Анри
- Мишел Идалго
- Сабри Ламуши
- Жером Ротен
- Вили Саньол
- Себастиан Скилачи
- Лилиан Тюрам
- Давид Трезеге
- Патрис Евра
- Димитър Бербатов
- Хамес Родригес

## Български футболисти
- Димитър Бербатов: 2014/15 - (38 мача - 13 гола)

## Бивши треньори
- Люсиен Ледюк (1958 – 1963)
- Арсен Венгер (1987 – 1995)
- Жан Тигана (1995 – 1999)
- Клод Пюел (1999 – 2001)
- Дидие Дешам (2001 – 2005)
- Франческо Гуидолин (2005 – 06)
- Клаудио Раниери (2012 – 2014)